# Langerhansov otoček
Langerhansovi ali pankreasni otočki so skupki celic v trebušni slinavki, ki jih sestavljajo endokrine celice ter predstavljajo 1–2 % celotne mase organa. Langerhansove otočke obdajajo eksokrini predeli trebušne slinavke. Leta 1869 jih je odkril nemški patolog Paul Langerhans, po katerem so jih kasneje poimenovali. V zdravi trebušni slinavki pri odraslem človeku je okoli milijon Langerhansovih otočkov. Porazdeljeni so po vsem organu in skupaj tehtajo okoli 1–1,5 grama.
Langerhansovi otočki so dobro prekrvljeni. V njih so na gosto premrežene kapilare s specializirano strukturo – v stenah so prostorčki (fenestrirane kapilare), kar omogoča, da so celice Langerhansovih otočkov v neposrednem stiku s krvjo in lahko v hipu odreagirajo (na primer pri porastu sladkorja v krvi se takoj sprosti iz Langerhansovih otočkov insulin).

## Vrste celic
Endokrine celice v Langerhansovih otočkih, ki izločajo hormone neposredno v krvni obtok, lahko razdelimo v vsaj 5 skupin:
- celice alfa, ki proizvajajo glukagon (15–20 % vseh celic v otočkih)
- celice beta, ki proizvajajo insulin in amilin (65–80 %)
- celice delta, ki prozvajajo somatostatin (3–10 %)
- celice PP, ki proizvajajo pankreatični polipeptid (3–5 %)
- celice epsilon, ki proizvajajo grelin. (<1 %)

Otočki med seboj komunicirajo preko parakrine in avtokrine dejavnosti.
Po rojstvu nastajajo nove celice beta z delitvijo že prisotnih beta celic. 

## Presaditev
Pri sladkorni bolezni tipa I so celice Langerhansovih otočkov uničene, zato je eden od načinov zdravljenja presaditev Langerhansovih otočkov. Za preprečevanje zavrnitve presajenega tkiva je bolniku treba dajati imunosupresive.